# Съсекският вампир
„Съсекският вампир“ (на английски: The Adventure of the Sussex Vampire) е разказ на писателя Артър Конан Дойл за известния детектив Шерлок Холмс. За първи път е публикуван през януари 1924 г. в списание „Странд“ (The Strand Magazine) в Лондон и списание Hearst's International Magazine в Ню Йорк. Разказът е включен в сборника „Архив на Шерлок Холмс“, публикуван през 1927 година.

## Сюжет
Внимание:  Текстът по-долу разкрива сюжета на произведението (или части от него)!
Към Холмс Шерлок се обръща за помощ търговецът на чай Робърт Фъргюсън, който подозира съпругата си, че е вампир. Фъргюсън разказва как е сключил втори брак с красива млада перуанка и двамата имат син, който все още е бебе. В къщата живее и другият му син – от първия му брак, петнадесетгодишния Джак, който си е наранил гръбначния стълб в детството и е полуинвалид. Отношенията между Джак и мащехата му не вървят от самото начало, а освен това мащехата му на два пъти се е нахвърляла върху него, нанасяйки му тежки побои.
Изведнъж се стига до ужасяваща ситуация: гувернантката влиза в стаята, където е бебето, и вижда как майка му впива зъби в шията на детето, смучейки кръвта му. Почти изгубила съзнание от видяното, гувернантката иска да разкаже всичко на Фъргюсън, но майката моли да не му казва нищо и даже ѝ дава пари. Този инцидент обаче толкова разтърсва гувернантката, че скоро тя не може да се сдържи и го разказва на Фъргюсън. Той тъкмо решава, че това е глупава шега, когато се чува пронизителният вик на бебето. Фъргюсън и гувернантката се втурват в стаята и виждат, че майката се е навела над бебето, на врата на което има рана от ухапване, а на устните ѝ има кръв. Майката отказва да даде каквото и да било обяснение за това какво се е случило и се заключва в отделна стая, където допуска само вярната си камериерка, която ѝ носи храна и напитки.
Изключително заинтересован от този необикновен случай, Холмс, придружен от Уотсън, отива в дома на Фъргюсън в Съсекс. Холмс отбелязва, че стените на къщата са украсени не само с картини, но и с колекция от южноамерикански сечива и оръжия. Освен това Холмс забелязва, че обитаващото къщата куче е болно от странна болест: шпаньолът е почти парализиран без ясна причина. След като говори с най-големия син на Фъргюсън и оглежда бебето, Холмс казва на Фъргюсън, че случаят е решен, но той ще направи допълнителни обяснения само в присъствието на жената на Фъргюсън. Отивайки в стаята ѝ, заедно с Уотсън и Фъргюсън, Холмс разкрива същността на този необикновен случай.
Силно привързан към баща си, Джак мрази по-малкия си, здрав брат и решава да го унищожи. Като се възползва от стрела с отровен връх от колекцията с оръжия, Джак първо проверява влиянието на отровата върху кучето, а след това намушква бебето в областта на шията. По щастливо стечение на обстоятелствата майката става свидетел на сцената и успява да изсмуче отровата от раната му. Знаейки колко много съпругът ѝ обича най-големия си син, младата жена не посмява да му каже ужасната истина и е облекчена от намесата на Холмс. Детективът препоръчва на съкрушения баща да изпрати Джак на пътуване по море за година.